# Sinoatriální uzel

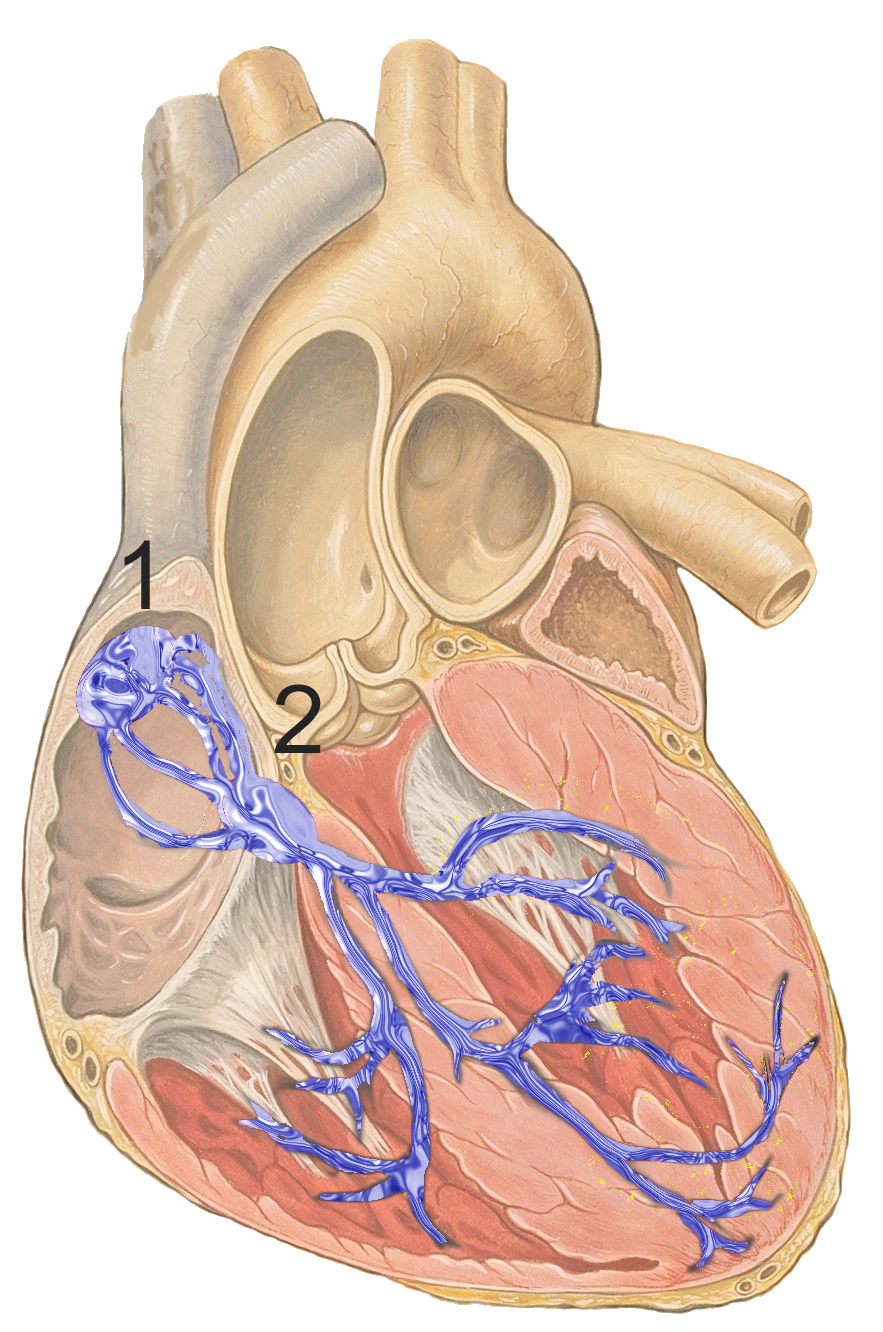
Převodní systém srdeční: 1 - sinoatriální uzel, 2 - atrioventrikulární uzel

Sinoatriální uzel (zkratka SA uzel) je součást převodního systému srdečního, která za normálních okolností zajišťuje tvorbu srdečních vzruchů. Poprvé byl popsán Arthurem Keithem a Martinem Flackem v roce 1907.

## Anatomie
Je tvořen shlukem buněk převodního systému srdečního ve stěně pravé síně blízko žilního splavu (sinus coronarius). U většiny lidí je krví zásoben z větví pravé věnčité tepny.

## Funkce
Sinoatriální uzel je hlavním zdrojem vzruchů v srdci savců (hlavním pacemakerem). Buňky mají schopnost spontánní depolarizace, tedy v důsledku toku iontů přes plazmatickou membránu měnit pozvolna samovolně napětí na této membráně a po dosažení určitého prahového napětí se rozbíhá série rychlých dějů, jejímž základem je otevření membránových kanálů pro sodík. Dochází tím k rychlé změně membránového napětí v buňce a vzniku akčního potenciálu. Jednotlivé buňky srdečního svalu jsou propojeny vodivými spoji (označovanými jako gap junctions), kterými se tato změna membránového napětí rychle lavinovitě šíří z buňky na buňku a je podstatou šíření srdečního vzruchu.
V SA uzlu je spontánní depolarizace z celého srdce nejrychlejší, odtud se vzruch šíří na srdeční předsíně, v nichž se rozbíhá různými směry, ale nejrychleji se šíří tzv. preferenčními drahami (Thorelův, Wenckebachův, Jamesův a Bachmanův svazek), dále k atrioventrikulárnímu uzlu a na srdeční komory. Tím, že za normálních okolností je v SA uzlu tvorba vzruchu nejrychlejší z celého převodního systému, „vnucuje“ svou frekvenci celému srdci. Pouze za stavů, kdy rychlost depolarizace v SA uzlu poklesne (nebo je porušeno šíření vzruchu), mohou se uplatnit jiná centra, v nichž spontánní depolarizace probíhá pomaleji (náhradní pacemakery). K poruše rytmu dochází také tehdy, pokud se v srdci objeví chorobný zdroj, který pracuje rychleji, nejčastěji mechanizmem krouživého vzruchu (re-entry) a „přebije“ aktivitu SA uzlu.
Normální srdeční rytmus, generovaný z SA uzlu, se označuje jako sinusový. Jeho frekvence se běžně pohybuje kolem 70 impulzů za minutu (obvyklý rozptyl 60 až 100 úderů za minutu). Sám uzel je však regulován pokyny z autonomního kardioregulačního centra v mozkovém kmeni. Centrum řízení srdeční činnosti je umístěno v prodloužené míše. Parasympatický nervový systém spontánní depolarizaci zpomaluje a vede tak ke snížení tepové frekvence, sympatický nervový systém naopak ovlivněním SA uzlu (ale i atrioventrikulárního uzlu) zrychluje. Na řízení činnosti se uplatňují také některé hormonální působky z krevního oběhu. V řadě fyziologických i chorobných stavů tak dochází ke zvýšení tepové frekvence (při svalové námaze, stresu, horečce, velkých ztrátách tekutin a mnoha dalších), naopak v době převahy parasympatiku se srdeční frekvence zpomaluje (ve spánku, v klidu, po jídle). Při poruše funkce SA uzlu vznikají sinoatriální blokády.